# Liste der Biografien/Vor
Liste der Biografien |
Portal Biografien |
Personensuche
# |
A |
B |
C |
D |
E |
F |
G |
H |
I |
J |
K |
L |
M |
N |
O |
P |
Q |
R |
S |
T |
U |
V |
W |
X |
Y |
Z |
?
 
Va |
Vd |
Ve |
Vh |
Vi |
Vj |
Vl |
Vn |
Vo |
Vr |
Vs |
Vt |
Vu |
Vy
 
Voa |
Vob |
Voc |
Vod |
Voe |
Vof |
Vog |
Voh |
Voi |
Voj |
Vok |
Vol |
Vom |
Von |
Voo |
Vop |
Vor |
Vos |
Vot |
Vou |
Vov |
Vow |
Vox |
Voy |
Voz
Die Liste der Biografien führt alle Personen auf, die in der deutschsprachigen Wikipedia einen Artikel haben. Dieses ist eine Teilliste mit 257 Einträgen von Personen, deren Namen mit den Buchstaben „Vor“ beginnt.

## Vor
- Vor Schulte, Stefanie (* 1974), deutsche Schriftstellerin

### Vora
- Vora, Chetna (1958–1987), indische Filmstudentin
- Vora, Motilal (1928–2020), indischer Politiker, Lok Sabha- und Rajya Sabha-Mitglied, Unionsminister, Chief Minister von Madhya Pradesh und Gouverneur von Uttar Pradesh
- Voraakhom, Kotchakorn (* 1981), thailändische Landschaftsarchitektin
- Voraberger, Eva (* 1990), österreichische Boxerin
- Voraberger, Hubert (1927–1996), österreichischer Gewerkschafter und Politiker (SPÖ), Landtagsabgeordneter, Abgeordneter zum Nationalrat
- Voracek, Eva-Marie (* 1999), deutsche Tennisspielerin
- Voráček, Jakub (* 1989), tschechischer Eishockeyspieler
- Vorachak, Jean Sommeng (1933–2009), laotischer Geistlicher, Apostolischer Vikar von Savannakhet
- Vorachith, Boungnang (* 1937), laotischer Politiker
- Voráčová, Renata (* 1983), tschechische Tennisspielerin
- Voramai Kabilsingh (1908–2003), thailändische Frauenrechtlerin und buddhistische Nonne (Bhikkhuni)
- Võrang, Mihkel (* 1990), estnischer Eishockeyspieler
- Vorasingh, Netrnoi Sor (1959–1982), thailändischer Boxer im Halbfliegengewicht
- Voravichitchaikul, Kunchala (* 1984), thailändische Badmintonspielerin
- Voravongse I. († 1579), König von Lan Chang
- Voravongse II. (1585–1622), König des laotischen Königreiches Lan Xang
- Vorawut Thongnumkaew (* 1992), thailändischer Fußballspieler

### Vorb
- Vorbach, Berta (1911–1970), deutsche Germanistin, Ordensfrau (Karmelitin), Gründerin des Dachauer Karmels
- Vorbach, Luis (* 2005), deutscher SchauspielerLuis Vorbach (* 2005)

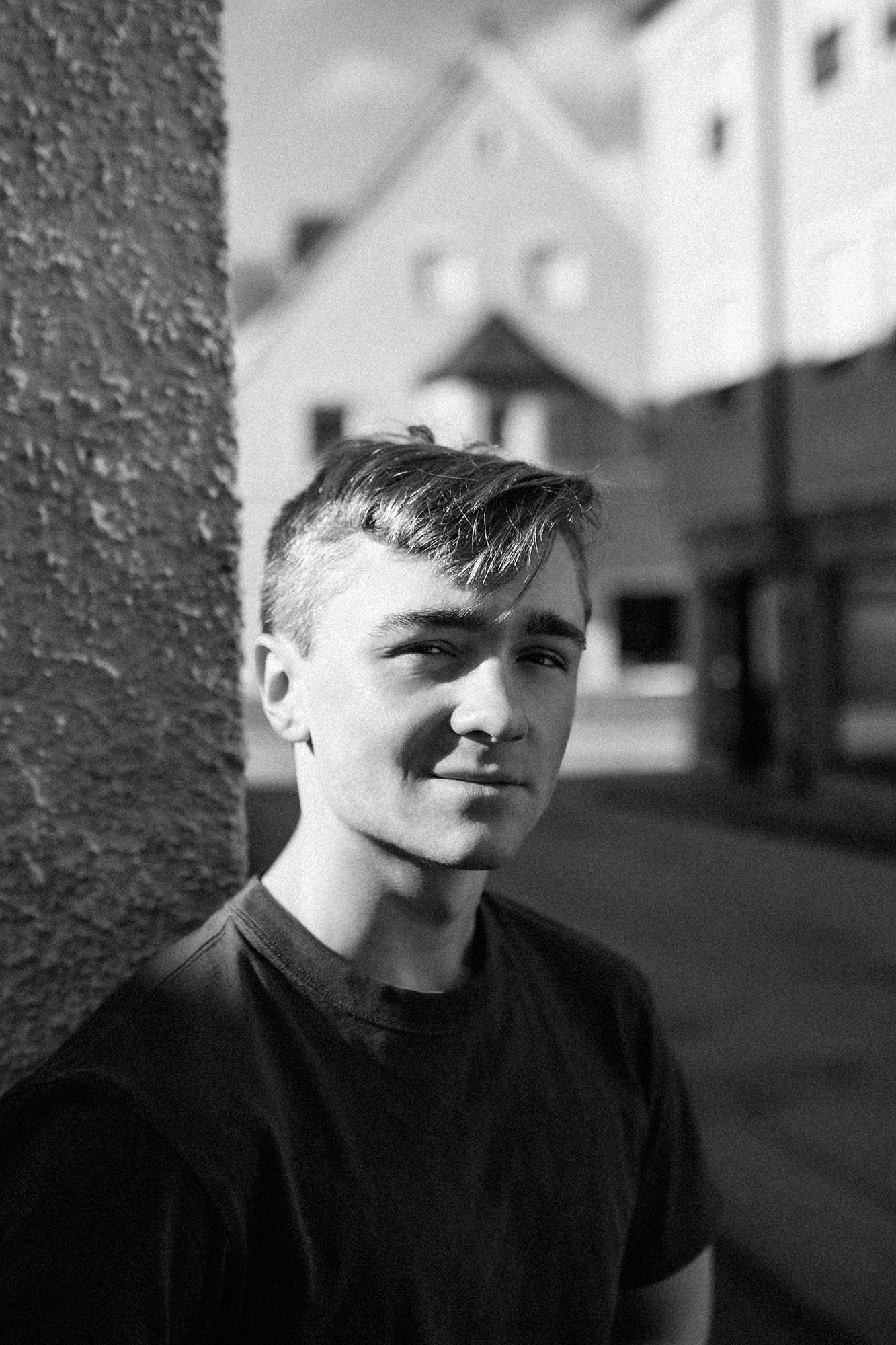
Luis Vorbach (* 2005)

- Vorbe, Philippe (* 1947), haitianischer Fußballspieler
- Vorbeck, Dorothee (1936–2020), deutsche Politikerin (SPD), MdL
- Vorbeck, Marco (* 1981), deutscher Fußballspieler
- Vorbeck, Paul (1899–1946), deutscher Politiker (NSDAP), MdR
- Vorbeck, Paula (* 1996), deutsche Fußballspielerin
- Vorberg, Dirk (1942–2021), deutscher Psychologe und Hochschullehrer
- Vorberg, Friedrich Ernst (1733–1808), deutscher evangelischer Theologe, Pädagoge und Schriftsteller
- Vorberg, Kai (* 1981), deutscher Voltigierer
- Vorberg, Karl (1912–1943), deutsches KPD-Mitglied und Widerstandskämpfer
- Vorberg, Reinhold (1904–1983), deutscher Beamter, Beteiligter an den nationalsozialistischen Krankenmorden
- Vorbichler, Anton (1921–1999), österreichischer Geistlicher (römisch-katholisch), Steyler Missionar und Ethnologe
- Vorbrodt, Nina (* 1972), deutsche Schauspielerin
- Vorbrook, Johann (* 1900), deutscher Politiker (SPD), MdL
- Vorbrugg, Emil (* 1997), deutscher Schauspieler und Designer
- Vorbrugg, Stephan (* 1970), deutscher Kameramann und Filmemacher
- Vorbrüggen, Helmut (1930–2021), deutscher Chemiker

### Vorc
- Vörckel, Daniel (1792–1887), deutscher evangelischer Theologe und Dichter

### Vord
- Vordemberge, Els (1902–1999), österreichisch-deutsche Schauspielerin, Hörspielsprecherin und Rundfunkredakteurin
- Vordemberge, Friedrich (1897–1981), deutscher Maler und Hochschullehrer
- Vordemberge, Ilse Engelina (1906–1981), deutsche Tanz- und Gymnastiklehrerin, Stifterin
- Vordemberge-Gildewart, Friedrich (1899–1962), deutscher Grafiker, Maler und BildhauerFriedrich Vordemberge-Gildewart (1899–1962)

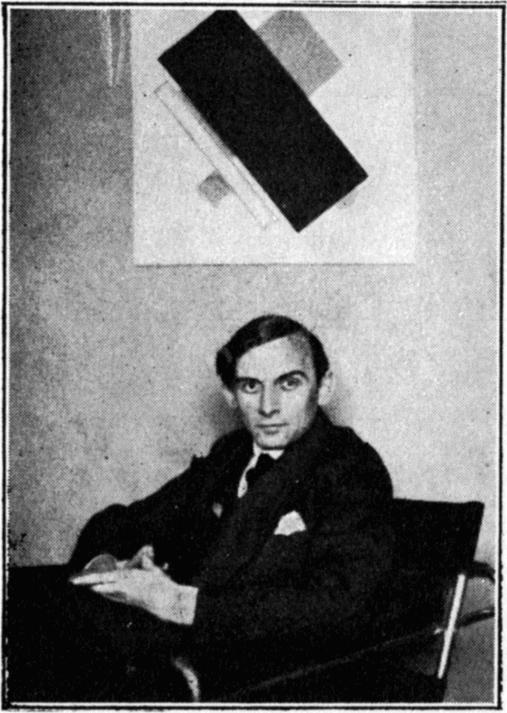
Friedrich Vordemberge-Gildewart (1899–1962)

- Vordemfelde, August (1880–1972), deutscher Politiker (DNVP), MdR
- Vordemfelde, Friedrich-Wilhelm (1923–1992), deutscher Kommunalpolitiker (CDU), Bürgermeister von Northeim
- Vordenbäumen, Vera (* 1961), deutsche Politikerin (Die Linke), MdA
- Vordenbäumen, Willi (1928–2015), deutscher Fußballspieler und -trainer
- Vordenberg, Pete (* 1971), US-amerikanischer Skilangläufer
- Vorderbrüggen, Reiner (* 1971), deutscher Eishockeyspieler
- Vorderegger, Heimo (* 1966), österreichischer Fußballspieler und -trainer
- Vorderer, Peter (* 1959), deutscher Psychologe, Soziologe und Hochschullehrer für Medien- und Kommunikationswissenschaft
- Vorderman, Carol (* 1960), britische ModeratorinCarol Vorderman (* 1960)

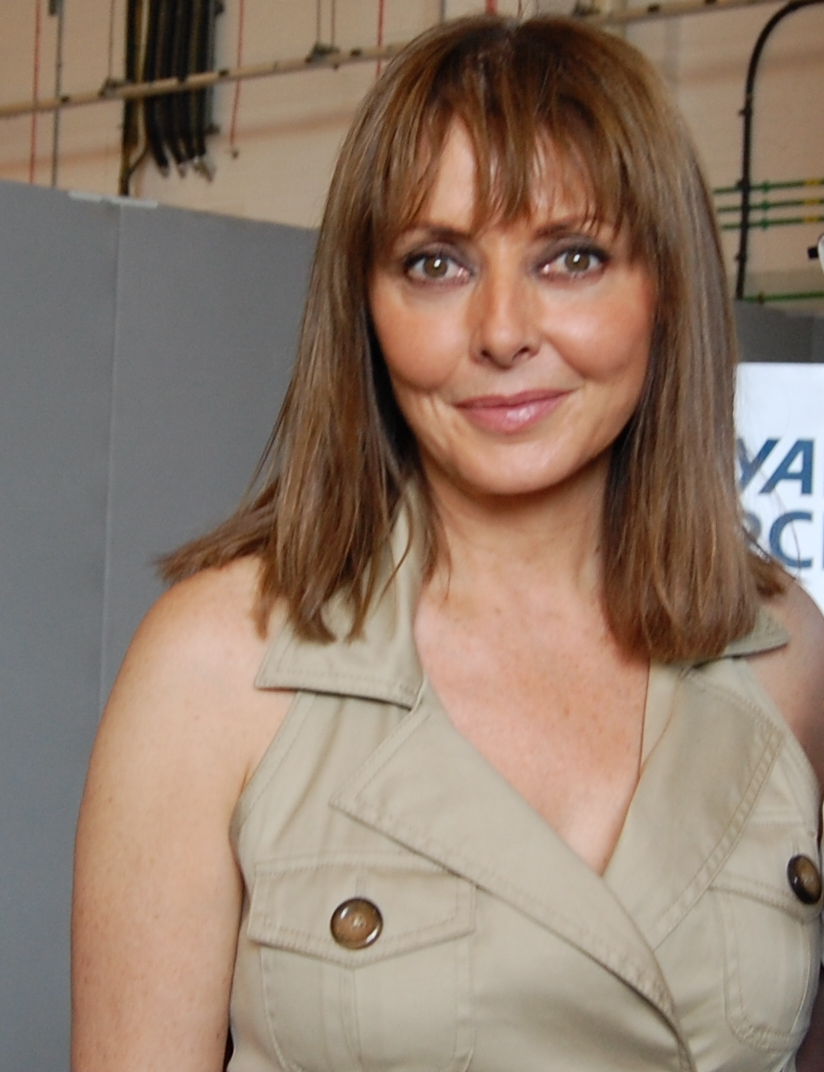
Carol Vorderman (* 1960)

- Vordermayer, Ludwig (1868–1933), deutscher Bildhauer
- Vorderstemann, Jürgen (* 1943), deutscher Bibliothekar
- Vorderwülbecke, Almaria (1915–1944), deutsche Steyler Missionsschwester und Märtyrin
- Vorderwülbecke, Manfred (* 1940), deutscher Sportjournalist und Sachbuchautor
- Vordtriede, Käthe (1891–1964), deutsche Journalistin
- Vordtriede, Werner (1915–1985), deutscher Autor und Literaturwissenschaftler

### Vore
- Voré (* 1941), deutscher Bildhauer, Installationskünstler und Multimediakünstler
- Voreadis, Lazaros (* 1969), griechischer Schiedsrichter
- Vorel, Marek (* 1977), tschechischer Eishockeyspieler
- Vorel, Michal (* 1975), tschechischer Fußballspieler
- Vorenus, Lucius, römischer Centurio
- Vorenweg, Caspar Melchior († 1844), deutscher Orgelbauer
- Voretzsch, Ernst Adalbert (1908–1991), deutscher Christlicher Archäologe und Kirchenhistoriker
- Voretzsch, Ernst Arthur (1868–1965), deutscher Diplomat
- Voretzsch, Felix Reinhold (1873–1951), deutscher Architekt und Plastiker
- Voretzsch, Karl (1867–1947), deutscher Romanist

### Vorf
- Vorfeld, Michael (* 1976), deutscher Wirtschaftswissenschaftler

### Vorg
- Vörg, Ludwig (1911–1941), deutscher Alpinist
- Vorgang, Paul (1860–1927), deutscher Maler
- Vorgrimler, Herbert (1929–2014), katholischer Theologe und Schüler von Karl Rahner
- Vorgrimler, Ludwig (1912–1983), deutscher Ingenieur, Waffenkonstrukteur und Erfinder

### Vorh
- Vorhauer, Georg (1903–1987), deutscher Maler, Zeichner und Bildhauer
- Vorhauer, Hans (1894–1982), deutscher Politiker (SPD), MdL
- Vorhauer, Heinrich Ehrenreich von (* 1699), preußischer Leutnant und Landrat
- Vorhaus, Bernard (1904–2000), US-amerikanisch-britischer Filmregisseur, Filmproduzent und Drehbuchautor
- Vorhauser, Johann (1811–1890), Statthaltereibeamter
- Vorherr, Gustav (1778–1847), deutscher Architekt und bayerischer Baubeamter
- Vorhoelzer, Robert (1884–1954), deutscher Architekt und Hochschullehrer
- Vorhofer, Hanna (* 1992), österreichische Skispringerin
- Vorhofer, Kurt (1929–1995), österreichischer Journalist
- Vorholt, Andreas (* 1982), deutscher Chemiker
- Vorholt, Eckhard (* 1967), deutscher Fußballspieler
- Vorholt, Julia (* 1969), deutsche Biologin
- Vorholt, Robert (* 1970), deutscher Theologe
- Vorholt, Udo (* 1957), deutscher Politikwissenschaftler
- Vorholz, Christoph (1801–1865), deutscher Bäcker und Dichter
- Vorhölzer, Fanny (1869–1941), württembergische Politikerin (SPD), MdL 1919–1920
- Vorhölzer, Karl (1810–1887), deutscher Maler, Freskant und Wandmaler
- Vorholzer, Manfred (* 1935), deutscher Bibliothekar

### Vori
- Vori, Igor (* 1980), kroatischer Handballspieler und -trainer
- Voridis, Makis (* 1964), griechischer PolitikerMakis Voridis (* 1964)

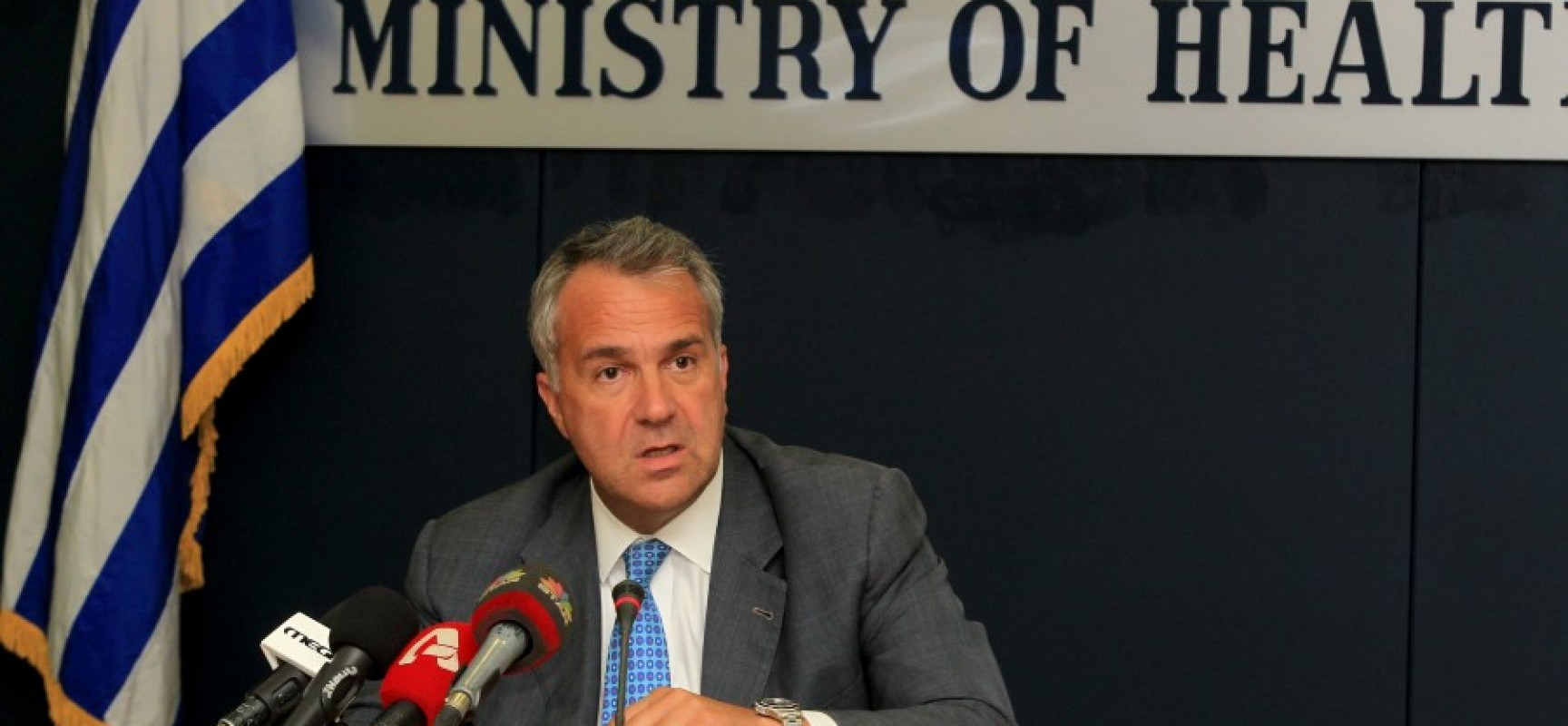
Makis Voridis (* 1964)

- Vories, William Merrell (1880–1964), christlicher Missionar, Pädagoge und Geschäftsmann
- Vorisek, Dick (1918–1989), US-amerikanischer Tonmeister
- Voříšek, Jan Václav (1791–1825), tschechischer Komponist, Pianist und Organist
- Voříšek, Petr (* 1979), tschechischer Fußballspieler und -trainer

### Vorj
- Vorjohann, Hartmut (* 1963), deutscher Politiker (CDU), Sächsischer Staatsminister
- Vorjohann, Walter (* 1955), deutscher Fotograf

### Vork
- Võrk, Enn (1905–1962), estnischer Komponist
- Vorkapić, Slavko (1894–1976), jugoslawisch-US-amerikanischer Regisseur, Filmeditor und Redakteur
- Vorkapić, Vukašin (* 1997), serbischer Handballspieler
- Vorkastner, Willy (1872–1931), deutscher Rechtsmediziner und Hochschullehrer
- Vorkauf, Kurt (1898–1977), deutscher Fußballtrainer
- Võrklaev, Mart (* 1984), estnischer Politiker, Mitglied des Riigikogu
- Vorkörper, Ewald (* 1887), deutscher Politiker (USPD/KPD), MdL
- Vorkötter, Uwe (* 1953), deutscher Journalist

### Vorl
- Vorlaender, Johann Jacob (1799–1886), preußischer Geodät
- Vorländer, Christian (* 1973), deutscher Rechtsanwalt und Fernsehdarsteller
- Vorländer, Christian, deutscher Filmkomponist und Musiker
- Vorländer, Daniel (1867–1941), deutscher Chemiker
- Vorländer, Fritz (1895–1956), deutscher Verleger
- Vorländer, Hans (* 1954), deutscher PolitologeHans Vorländer (* 1954)

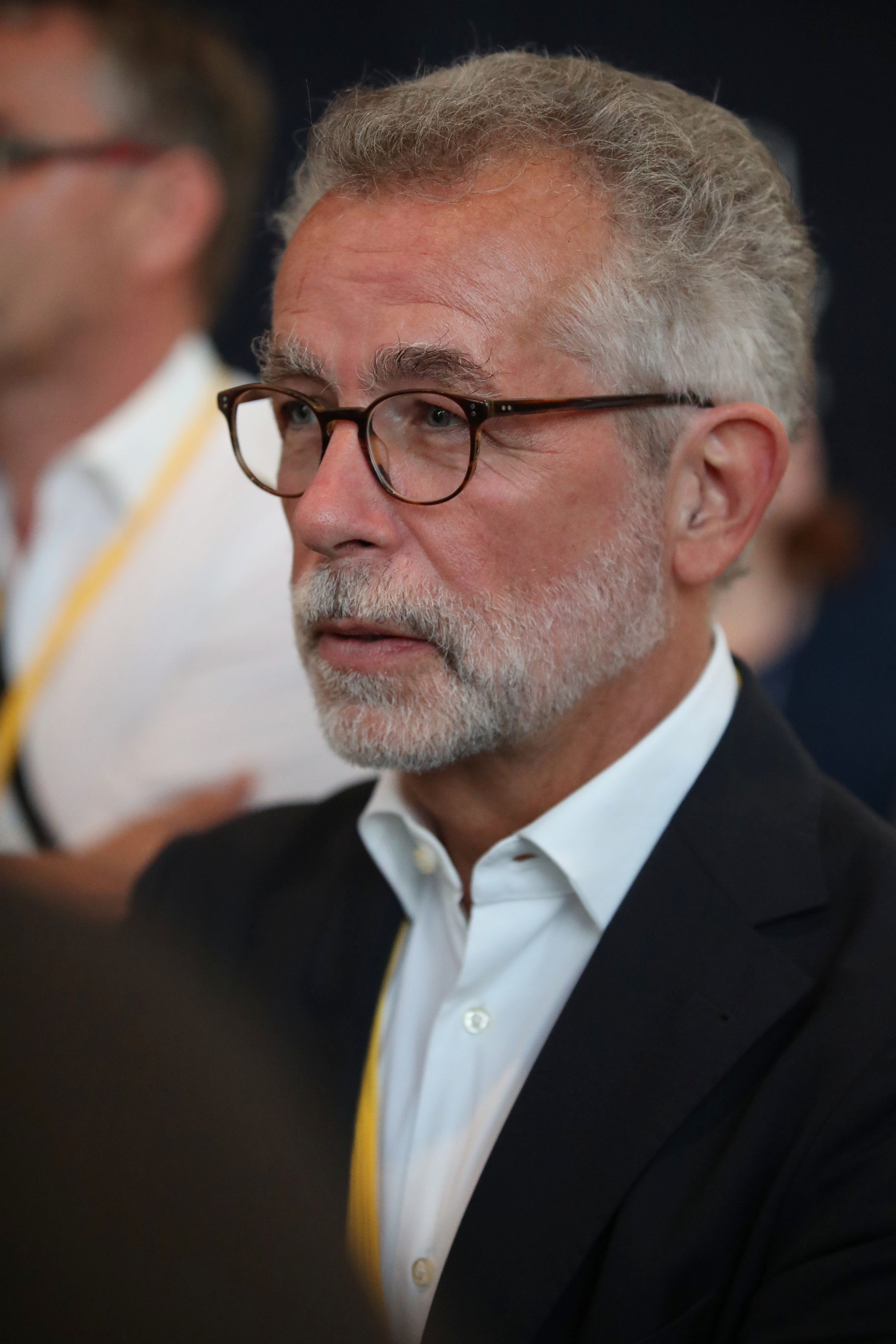
Hans Vorländer (* 1954)

- Vorländer, Heinz (1916–2005), deutscher Verleger
- Vorländer, Hermann (* 1942), deutscher evangelischer Theologe
- Vorländer, Karl (1860–1928), deutscher Gymnasialprofessor und Philosoph
- Vorländer, Otto (1853–1937), deutscher Maler der Düsseldorfer Schule, Zeichenlehrer, Kunsthistoriker und Denkmalpfleger
- Vorlauf, Konrad († 1408), österreichischer Politiker, Bürgermeister von Wien
- Vorläufer, Paul (1924–1974), deutscher Fußballspieler
- Vorlicek, Elias (* 1951), deutsch-kanadischer Eishockeyspieler
- Vorlíček, Václav (1930–2019), tschechischer Filmregisseur
- Vorlop, Klaus-Dieter (* 1951), deutscher Chemiker und Hochschullehrer
- Vorlová, Sandra (* 1971), deutsche Kommunalpolitikerin (Bündnis 90/Die Grünen)
- Vorlová, Sláva (1894–1973), tschechische Pianistin, Dirigentin und Komponistin

### Vorm
- Vorm, Eddy (* 1989), niederländischer Fußballspieler
- Vorm, Michel (* 1983), niederländischer Fußballspieler
- Vormann, Boris, Politikwissenschaftler
- Vormann, Jan (* 1983), deutscher Bildhauer
- Vormann, Nikolaus von (1895–1959), deutscher General der Panzertruppe und Militärschriftsteller
- Vormann, Tönne (1902–1993), deutscher Maler, Radierer und Sänger
- Vormbaum, Moritz (* 1979), deutscher Rechtswissenschaftler
- Vormbaum, Thomas (* 1943), deutscher Rechtswissenschaftler und Hochschullehrer
- Vormbrock, Heinrich (1881–1966), deutscher Unternehmer
- Vormbrock, Karl (1884–1958), deutscher Pädagoge, Heimatforscher und Autor
- Vormbusch, Uwe (* 1963), deutscher Soziologe
- Vormeier, Jürgen (* 1954), deutscher Jurist, Richter am Bundesverwaltungsgericht a. D.
- Vormer, Ruud (* 1988), niederländischer Fußballspieler
- Vormeyer, Elisabeth (1893–1985), deutsche Politikerin (CDU), Mitbegründerin des Deutschen Frauenringes, Mitbegründerin und Vorsitzende des Landesfrauenrates Schleswig-Holstein
- Vormfelde, Karl (1881–1944), deutscher Landtechniker und Hochschullehrer
- Vorms, Jaan (1885–1936), estnischer Journalist und Schriftsteller
- Vormstein, Manfred (* 1931), deutscher Grafiker, Illustrator, Fotograf und Art Director
- Vormum, Günther (1926–2013), deutscher Chemiker
- Vormwald, Gerhard (1948–2016), deutscher Fotograf
- Vormweg, David (* 1991), deutscher Schauspieler und Hörspielsprecher
- Vormweg, Heinrich (1928–2004), deutscher Literaturkritiker, Essayist und Rundfunkautor

### Vorn
- Vorn, Vet, kambodschanischer Politiker, Mitglied der Roten Khmer
- Vornam, Axel (* 1956), deutscher Intendant
- Vornbäumen, Axel (* 1960), deutscher Journalist
- Vornberger, Michael († 1894), deutscher Bankier
- Vornberger, Oliver (* 1951), deutscher Informatiker und Hochschullehrer
- Vorndran, Helmut (* 1961), deutscher Kabarettist und AutorHelmut Vorndran (* 1961)

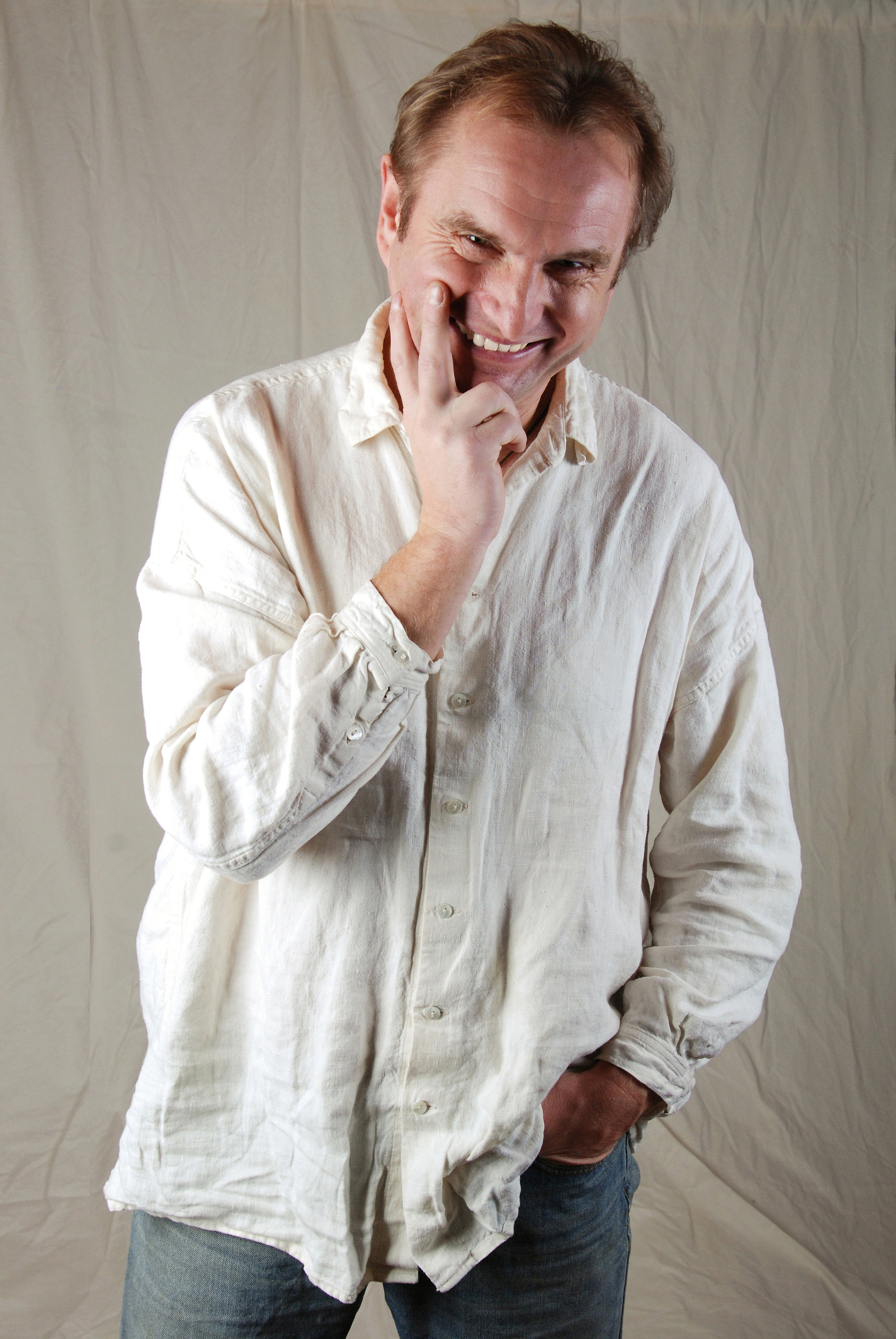
Helmut Vorndran (* 1961)

- Vorndran, Jürgen (* 1967), deutscher römisch-katholischer Geistlicher, Generalvikar des Bistums Würzburg
- Vorndran, Rolf (1920–1997), deutscher Slawist und Bibliothekar
- Vorndran, Wilhelm (1924–2012), deutscher Politiker (CSU), bayerischer Landtagspräsident
- Vornehm, Karl (1893–1982), österreichischer Architekt und Steinmetz
- Vornehm, Norbert (* 1955), deutscher Kommunalpolitiker (SPD), Oberbürgermeister von Gera
- Vornholt, John (* 1951), US-amerikanischer Schriftsteller
- Vornicescu, Nestor (1927–2000), rumänischer Geistlicher, Bischofsvikar von Craiova und Metropolit von Oltenien
- Vornicu, Valentin (* 1983), rumänisch-amerikanischer Pokerspieler und Mathematiker
- Võrno, Hannes (* 1969), estnischer Fernsehmoderator und Modedesigner

### Voro
- Võro, Õilme (* 1996), estnische Sprinterin
- Voronca, Ilarie (1903–1946), rumänisch-französischer Dichter, Prosaschriftsteller und Essayist
- Voronin, Vladimir (* 1941), moldauischer Politiker und ehemaliger Staatspräsident Moldaus
- Voronina, Yekaterina (* 1992), usbekische Siebenkämpferin
- Voronkov, Andrei (* 1959), russisch-schwedischer Informatiker und Professor
- Voronoff, Serge († 1951), russisch-französischer ChirurgSerge Voronoff († 1951)

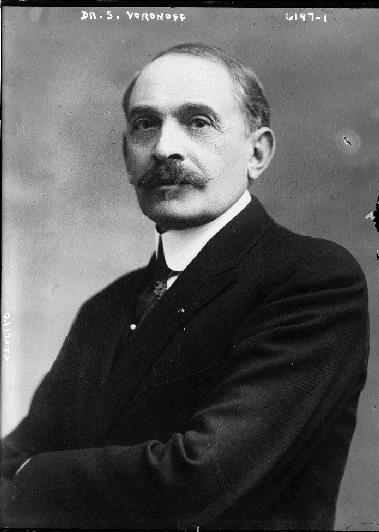
Serge Voronoff († 1951)

- Vorontsov, Evgeny (* 1986), russisch-deutscher Handballspieler
- Voros, Aaron (* 1981), kanadischer Eishockeyspieler
- Voros, André, französischer mathematischer Physiker
- Vörös, György (1959–2021), ungarischer Badmintonspieler
- Vörös, László (1848–1925), ungarischer Politiker und Handelsminister
- Vörös, Niki (* 1979), ungarische Jazzsängerin
- Vörös, Péter (1966–2020), slowakischer Historiker und Politiker
- Vörös, Virág (* 1999), ungarische Skispringerin
- Vörös, Zsuzsanna (* 1977), ungarische Olympiasiegerin (2004) im Modernen Fünfkampf
- Vörösmarty, Mihály (1800–1855), ungarischer Dichter, Schriftsteller und Übersetzer

### Vorp
- Vorpahl, Frank (* 1963), deutscher Historiker, Journalist und Regisseur
- Vorpahl, Kurt (1905–1944), deutscher kommunistischer Widerstandskämpfer gegen den Nationalsozialismus
- Vorpeil, Hans (1937–2019), deutscher Politiker (SPD), MdL
- Vorpsi, Ornela (* 1968), albanisch-italienische Schriftstellerin

### Vorr
- Vorrade, Bertram, Lübecker Bürgermeister
- Vorrasi, John (1948–2015), US-amerikanischer Sänger (Tenor)
- Vorrath, Clivia (1947–1989), deutsche Malerin und Kunsterzieherin
- Vorrath, Franz (1937–2022), deutscher römisch-katholischer Geistlicher und emeritierter Weihbischof in Essen
- Vorre, Marcus (* 1998), dänischer Skirennläufer
- Vorreiter, Helmut (1958–2008), polnischer Fußballspieler
- Vorreiter, Kläre (* 1934), deutsche Politikerin (CDU), MdL
- Vorreiter, Wilhelmine (1889–1960), deutsche Politikerin
- Vorrink, Irene (1918–1996), niederländische Politikerin (PvdA)

### Vors
- Vorsager, Wilhelm (* 1997), österreichischer Fußballspieler
- Vorsah, Isaac (* 1988), ghanaischer Fußballspieler
- Voršak, Anđelko (1844–1921), transleithanischer Geistlicher
- Vorsatz, Karl-Heinz (1927–1992), deutscher Politiker (SRP, DRP, NPD), MdBB
- Vorschneider, Reinhold (* 1951), deutscher KameramannReinhold Vorschneider (* 1951)

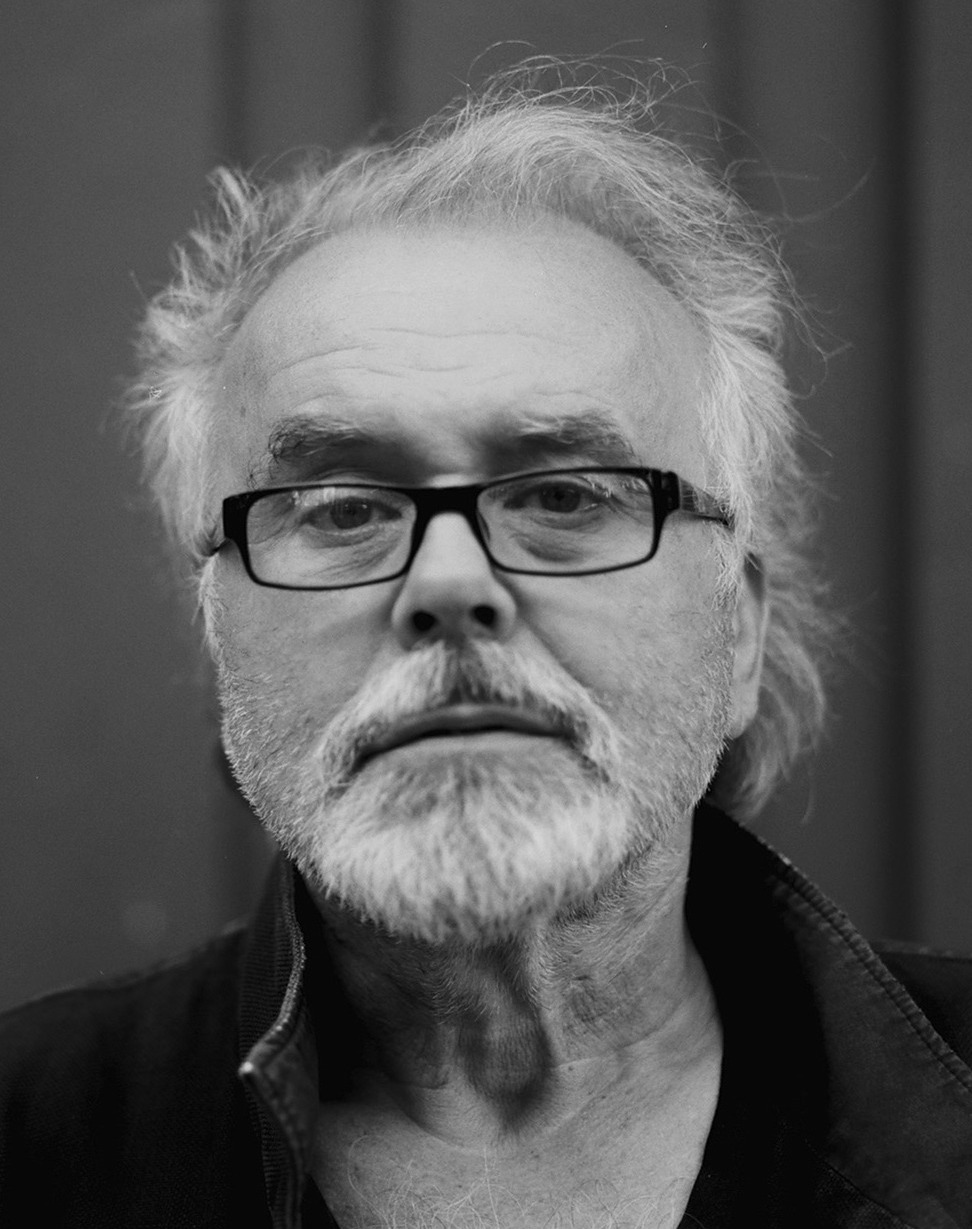
Reinhold Vorschneider (* 1951)

- Vorselen, Harry (* 1968), niederländischer Dirigent und Hornist
- Vorspel, Fritz (1895–1970), deutscher katholischer Theologe
- Vorst, Claudia (* 1963), deutsche Pädagogin, Germanistin und Hochschullehrerin
- Vorst, Henk van der (* 1944), niederländischer Mathematiker
- Vorst, Konrad von der (1569–1622), deutsch-niederländischer Theologe
- Vorst, Monique van der (* 1984), niederländische paralympische Sportlerin
- Vorst-Gudenau, Richard von (1810–1853), preußischer Landrat
- Vorsteher, Asta (1921–2006), deutsche Weberin und Malerin
- Vorsteher, Carlheinz (1916–1988), deutscher Flottillenadmiral der Bundesmarine
- Vorsteher, Dieter (* 1950), deutscher Historiker und Kunsthistoriker
- Vorster, Adolf († 1675), deutscher Papierfabrikant
- Vorster, Balthazar Johannes (1915–1983), südafrikanischer Politiker und StaatspräsidentBalthazar Johannes Vorster (1915–1983)

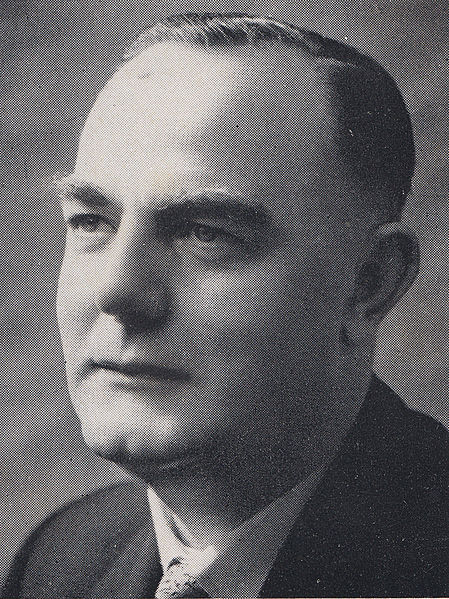
Balthazar Johannes Vorster (1915–1983)

- Vorster, Christiane (* 1954), deutsche Klassische Archäologin
- Vorster, Claus (1931–2012), deutscher Chirurg
- Vorster, Elinda (* 1965), südafrikanische Sprinterin
- Vorster, Emil (1910–1976), deutscher Fabrikant und Persönlichkeit in der Geschichte des Automobilsports
- Vorster, Franz (1768–1829), Schweizer Regierungsrat
- Vorster, Fritz (1850–1912), deutscher Chemiker und Unternehmer sowie Mäzen
- Vorster, Julius (1809–1876), deutscher Unternehmer
- Vorster, Julius junior (1845–1932), deutscher Unternehmer und Politiker
- Vorster, Michelle (* 1978), namibische Radsportlerin
- Vorster, Pankraz (1753–1829), letzter Abt der Fürstabtei St. Gallen
- Vorster, Rudolph (1930–2008), südafrikanischer Radrennfahrer
- Vorster, Sebastian († 1733), Schweizer Arzt und Mitglied der Gelehrtenakademie Leopoldina
- Vorster, Tucker (* 1988), südafrikanischer Tennisspieler
- Vorsterman, Lucas (1595–1675), niederländischer Kupferstecher
- Vorsterman, Willem († 1543), flämischer Drucker
- Vorstermans, Ismo (* 1989), niederländischer Fußballspieler
- Vorstius, Adolphus (1597–1663), niederländischer Mediziner und Botaniker
- Vorstius, Aelius Everhardus (1565–1624), niederländischer Mediziner und Botaniker
- Vorstius, Johannes (1623–1676), deutscher Kurfürstlicher Bibliothekar und Gymnasialdirektor
- Vorstius, Joris (1894–1964), deutscher Bibliothekar

### Vort
- Vortanov, Robin (* 1997), neuseeländischer Eishockeyspieler
- Vörtel, Wilhelm (1793–1844), deutscher Maler
- Vortigern, britischer Warlord, möglicherweise nur literarische Figur
- Vortimer, Sohn des Vortigern, britischer Führer gegen die Sachsen
- Vortisch, Friedrich (1899–1991), deutscher Jurist und Politiker (DemP, FDP/DVP), MdL
- Vortisch, Louis Christian Heinrich (1804–1871), deutscher Pastor und Naturforscher
- Vortisch, Minna (1874–1976), deutsche Vorkämpferin der Frauenemanzipation
- Vortisch, Otto (1897–1971), deutscher Politiker (SPD)
- Vörtler, Felix (* 1961), deutscher SchauspielerFelix Vörtler (* 1961)

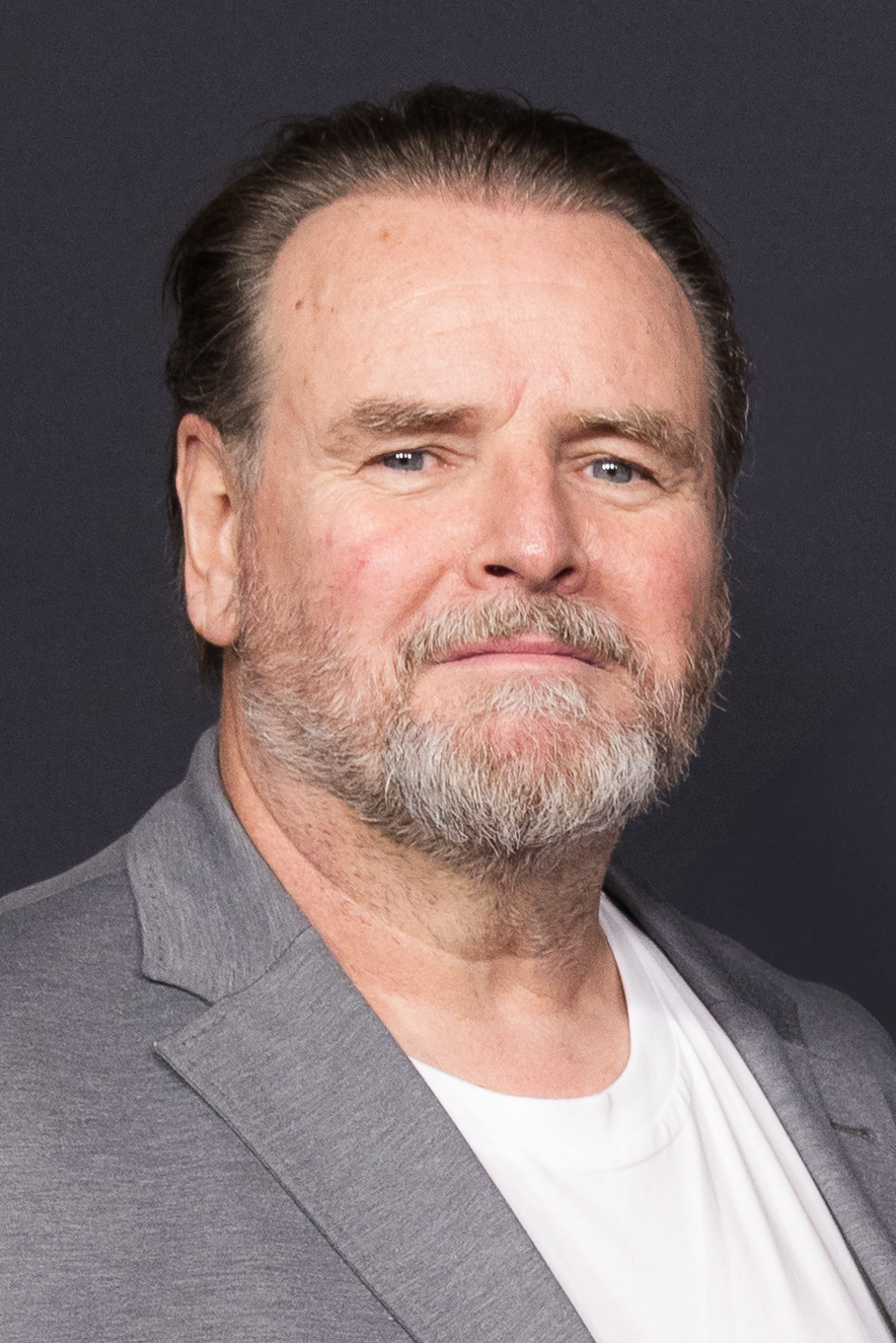
Felix Vörtler (* 1961)

- Vortmann, Georg (1854–1932), österreichischer Chemiker und Hochschullehrer
- Vortmann, Hermann (* 1945), deutscher Pädagoge
- Vörtmann, Jens (* 1970), deutscher Pokerspieler
- Vortmann, Jens (* 1987), deutscher Handballtorwart
- Vortmeyer, Wilhelm (1866–1931), deutscher Unternehmer und Kommunalpolitiker

### Voru
- Voruz, Éric (* 1945), Schweizer Politiker (SP)

### Vorv
- Vorvik, Arve (* 1974), norwegischer Skispringer

### Vorw
- Vorwald, Wolfgang (1898–1977), deutscher Offizier, zuletzt Generalleutnant der Luftwaffe im Zweiten Weltkrieg
- Vorwaldtner, Johann Menrad von (1651–1724), deutscher Arzt, Professor, Mitglied der „Leopoldina“
- Vorwerg, Max (1903–1975), deutscher Filmarchitekt und Maler
- Vorwerg, Wilhelm (1899–1990), deutscher Szenenbildner und Schauspieler
- Vorwerk, Adolf (1853–1925), deutscher Unternehmer
- Vorwerk, Anna (1839–1900), deutsche Frauenrechtlerin
- Vorwerk, Bernd (* 1911), deutscher Jurist
- Vorwerk, Dietrich (1870–1942), deutscher evangelischer Geistlicher, Pfarrer und religiöser Schriftsteller
- Vorwerk, Franz (1884–1963), deutscher katholischer Priester
- Vorwerk, Friedrich (1893–1969), deutscher Journalist, Publizist und Verleger
- Vorwerk, Georg Friedrich (1793–1867), deutscher Kaufmann
- Vorwerk, Maarten (* 1980), niederländischer House-Musiker
- Vorwerk, Max Jörg (1934–2015), deutscher Unternehmer und Mäzen
- Vorwerk, Volkert (* 1947), deutscher Jurist
- Vorwerk, Wilhelm (1889–1967), deutscher Unternehmer
- Vorwerk, Wolfgang (* 1948), deutscher Diplomat und Heimatforscher

### Vory
- Vorys, John Martin (1896–1968), US-amerikanischer Politiker